# Cyrène (mythologie)
Dans la mythologie grecque, Cyrène ou Kyrène (grec ancien : Κῡρήνη ; Reine souveraine), était une princesse de Thessalie, et plus tard, la reine de la ville nord-africaine de Cyrène en Libye. Selon le mythe, la ville aurait été fondée et nommée d'après elle par Apollon.

## Famille
Comme indiqué dans la neuvième ode pythienne de Pindare, Cyrène était la fille d'Hypsée, roi des Lapithes, bien que certains mythes affirment que son père était en fait le dieu de la rivière Pénée et qu'elle était une nymphe plutôt qu'une mortelle. Selon Apollonios de Rhodes, elle avait également une sœur appelée Larissa.
Par le dieu Apollon, elle a porté Aristée et Idmon. Aristée est devenu le dieu de l'élevage, de l'apiculture et de la fabrication du fromage. Idmon est devenu un voyant célèbre, qui a ensuite été tué par un sanglier. Apollonios de Rhodes déclare que le couple a également eu un autre fils appelé Autuchus.

## Mythologie
Dans la mythologie grecque, Cyrène (du grec ancien Κυρήνη / Kurếnê, « reine souveraine »), fille d'Hypsée (roi des Lapithes), était une nymphe chasseresse d'une beauté extraordinaire. Apollon la voit dompter un lion sur le mont Pélion et, séduit, il l'enlève pour la transporter en Libye dans un char d'or. De lui, elle aura deux fils : Aristée qui cultive l'olivier, fait du fromage et s'occupe des abeilles pour le bien des hommes et le devin Idmon. Mais la belle n'est pas fidèle et, un jour, elle part avec Arès.
Dans une autre version, Eurypyle, roi de Libye, offrit son royaume à quiconque parviendrait à tuer le lion qui ravageait son pays. Cyrène y parvint et fonda la ville qui porte son nom.
D'autres versions encore en font la mère de Diomède, roi de Thrace, qu'elle aurait eue avec Arès.